# Sèvres-Anxaumont
Sèvres-Anxaumont ist eine französische Gemeinde mit 2.354 Einwohnern (Stand: 1. Januar 2022) im Département Vienne in der Region Nouvelle-Aquitaine; sie gehört zum Arrondissement Poitiers und zum Kanton Chasseneuil-du-Poitou (bis 2015: Kanton Saint-Julien-l’Ars). Die Einwohner werden Sadébrien(ne)s genannt.

## Geographie
Sèvres-Anxaumont liegt etwa neun Kilometer östlich von Poitiers. Umgeben wird Sèvres-Anxaumont von den Nachbargemeinden Bignoux im Norden, Lavoux im Nordosten, Saint-Julien-l’Ars im Süden und Osten, Mignaloux-Beauvoir im Südwesten sowie Poitiers im Westen.
Am Südrand der Gemeinde führt die frühere Route nationale 151 (heutige D951) entlang.

## Bevölkerungsentwicklung
| Jahr      | 1962 | 1968 | 1975 | 1982 | 1990 | 1999 | 2006 | 2012 |
| Einwohner | 547  | 627  | 954  | 1346 | 1601 | 1779 | 1888 | 1981 |

## Sehenswürdigkeiten
- Kirche Saint-Nicolas, seit 1935 Monument historique
- Friedhofskreuz, seit 1928 Monument historique

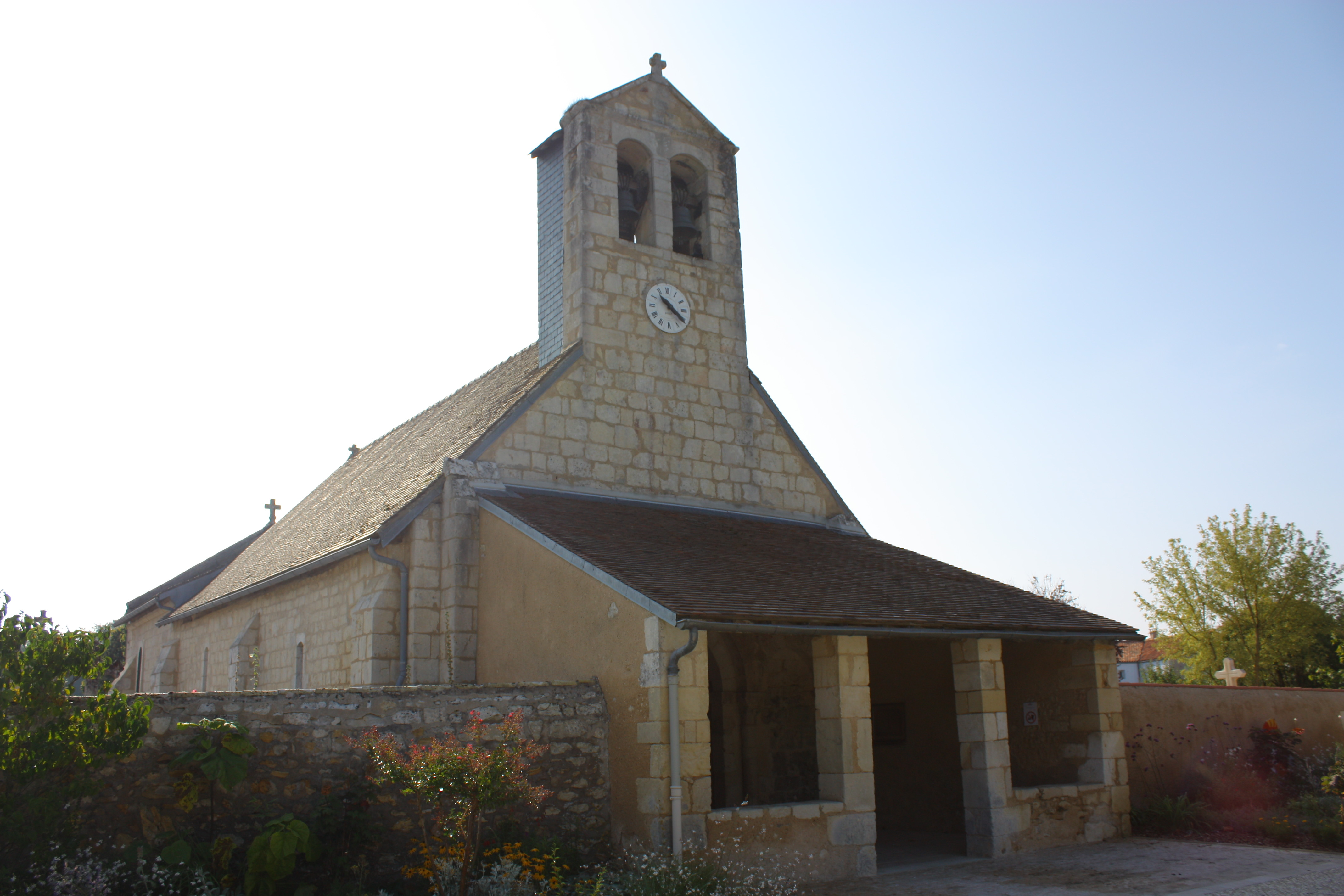
Kirche Saint-Nicolas